# Porteriella
Porteriella är ett släkte av skalbaggar. Porteriella ingår i familjen vivlar.
Kladogram enligt Catalogue of Life:
| Porteriella | \| \| Porteriella singularis \| \| \| \| |
|             | \| \| Porteriella singularis \| \| \| \| |
|             | Porteriella singularis                   |
|             |                                          |